# Trieste Lines
Trieste Lines è stata una compagnia di navigazione italiana, con sede a Trieste. La società si occupava dei collegamenti veloci lungo la costa istriana.

## La storia
Nel 2001 la società di navigazione siciliana Ustica Lines costituisce a Trieste la Trieste Lines con l'obiettivo di costituire una nuova linea marittima di trasporto veloce per passeggeri per collegare Pola con Trieste. Nel 2002 i collegamenti vengono estesi a Parenzo e Rovigno, poi nel 2003 la regione Friuli-Venezia Giulia avvia un iter presso la commissione trasporti dell'Unione europea per stabilire la legge che verrà emanata nell'anno 2004 a sostegno dei collegamenti marittimi per l'Istria, anche se il bando che si aggiudicherà Trieste Lines arriverà solo nel 2007 e durante questo periodo i collegamenti verranno sospesi. Il 24 aprile 2008 la Trieste Lines ritorna in piena attività con gli aliscafi Cris M e Fiammetta M del tipo RHS 160 F DSC, provenienti dalla Ustica Lines. Nel 2010 è stata riattivata la linea Trieste - Portorose - Rovigno - Parenzo e nel 2011 lo scalo di Parenzo è stato sostituito con Pola. Nel 2012 la Trieste Lines ha ricevuto 700.000 euro di contributi pubblici regionali. Dal 2017 il collegamento viene effettuato direttamente dalla Liberty Lines, che utilizza il proprio marchio e opera solo nel periodo estivo, decretando quindi definitivamente la fine dell'attività di Trieste Lines.

## Flotta
| Nome        | Lunghezza | Larghezza | Stazza lorda | Capacità passeggeri | Cantiere navale                 | Porto di registro | Velocità in nodi | Anno di costruzione | Note                                       |
| ----------- | --------- | --------- | ------------ | ------------------- | ------------------------------- | ----------------- | ---------------- | ------------------- | ------------------------------------------ |
| Fiammetta M | 31,20     | 6         | 172          | 203                 | Seaspeed Marsaxlokk, Marsaxlokk | Palermo           | 35               | 1989                | Ex Marrajo, di proprietà dell'Ustica Lines |
| Cris M      | 31,2p     | 6         | 172          | 203                 |                                 |                   |                  |                     |                                            |